# Elinborg

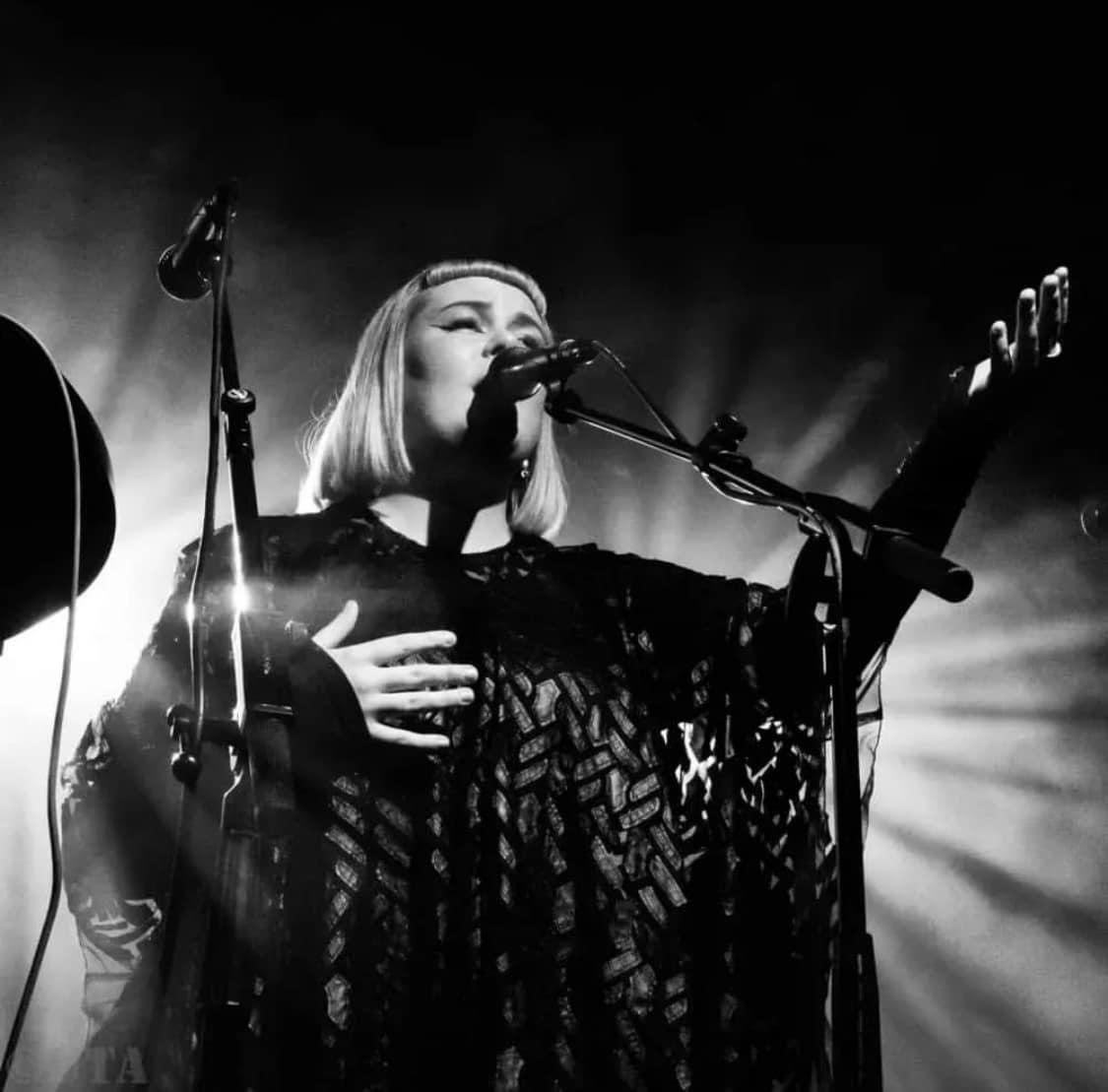
Elinborg (2022)

Elinborg (* 4. Dezember 1996 als Elinborg Pálsdóttir) ist eine färöische Sängerin/Songwriterin. Sie wuchs in der kleinen Stadt Syðrugøta auf. Dort veröffentlichte sie 2015 ihre erste EP. Ihre musikalische Spannweite reicht von Folk, Weltmusik, County bis hin zu Elektronika.

## Karriere
Im August 2015 veröffentlichte sie ihr erstes Album „Spor“, welches vier selbstgeschriebene Lieder in Färöisch enthält und von Høgni Lisberg produziert wurde. Im selben Jahr trat sie beim G! Festival auf.
Seit der Veröffentlichung ihres ersten Albums tritt sie regelmäßig live auf den Färöer-Inseln auf. 2016 trat sie bei dem Festivals Ólavsøka und Voxbotn auf und gewann den Preis als bester Live-Act des Jahres bei den Färöischen Musik-Awards (FMA).
2017 veröffentlichte sie ihr zweites Album, Landið sum eingin sær, welches von Høgni Lisberg, Allan Tausen und Hans Marius Ziska co-produziert wurde.
Im Mai 2018 veröffentlichte sie ihre Single Brimið, welche in der norwegischen Netflix-Serie „Ragnarok“ vorgestellt wurde.
2022 schloss sie das „Rhytmic Music Conservatory“ mit einem Abschluss in Musik ab. Für ihr drittes Album „Vera“ arbeitete sie zusammen mit ihrer Schwester Eivør, Tróndur Bogason, Hallur Jonson und dem norwegischen Produzenten und Schlagzeuger Trond Bersu. Das Album bedeutet auf Färöisch „sein“ und enthält 5 Songs, die von ihr selbst in ihrer Muttersprache geschrieben wurden. Sie stellte die Songs live vor, während sie mit ihrer Schwester Eivør auf Europatournee war.
Im Juni 2023 veröffentlichte Elinborg ihre Single „Í verju tíni“, was übersetzt „In deinem Schutz“ bedeutet. Das Lied handelt von der Liebe; wie sie schön und sicher, aber auch beängstigend sein kann.